# نوتش ایم گایلتال
نوتش ایم گایلتال (به آلمانی: Nötsch im Gailtal) یک منطقهٔ مسکونی در اتریش است که در ناحیه فیلاخ-لاند واقع شده‌است. نوتش ایم گایلتال ۲٬۳۵۲ نفر جمعیت دارد.

## خواهرخوانده
شهر بوترو خواهرخواندهٔ نوتش ایم گایلتال هست.